# Bardarasz
Bardarasz (arab. بردرش) – miasto w Iraku, w muhafazie Niniwa. W 2009 roku liczyło 22 010 mieszkańców.